# 租妻 (電影)
《租妻》，亦称《租期》，是路学长执导的一部电影，主演为潘粤明、李佳璇，2006年上映。该片讲述大学生郭家驹毕业后诸事不顺，病重的父亲要求见他女友。他租用了歌厅小姐莉莉回农村老家，在家人要求下举行了婚礼。莉莉与家驹侄女要好，却被家驹干涉乃至辱骂。后家驹被人追债，幸得莉莉相救。三年后，翻身的家驹和懷孕的莉莉擦肩而过。该片曾被人指为抄袭，而导演解释说是因为题材在生活中常见所导致。

## 演员
- 李佳璇 饰 莉莉
- 潘粤明 饰 郭家驹
- 汤杨 饰 郭母
- 彭莉 饰 疯女人
- 林槿 饰 香草
- 金鸿声 饰 郭父
- 李艺 饰 猴子
- 张光杰 饰 追债人甲
- 刘涛 饰 追债人乙
- 龚安定 饰 大伯
- 张玉芳 饰 二伯
- 江淑妹 饰 二姐